# Ilex goudotii
Ilex goudotii är en järneksväxtart som beskrevs av Ludwig Eduard Loesener. Ilex goudotii ingår i släktet järnekar, och familjen järneksväxter. Inga underarter finns listade i Catalogue of Life.